# شونی
شونی (به فرانسوی: Chauny) یک کمون (فرانسه) در فرانسه است که در ان (ا-دو-فرانس) واقع شده‌است.
 شونی ۱۳٫۲۸ کیلومتر مربع مساحت دارد  ۶۹ متر بالاتر از سطح دریا واقع شده‌است.

## خواهرخوانده
شهرهای برگهایم، نوردراین-وستفالن و آندن خواهرخوانده‌های شونی هستند.